# Носковецька сільська рада
| Носковецька сільська рада — колишній орган місцевого самоврядування у Жмеринському районі Вінницької області з адміністративним центром у с. Носківці. Сільській раді підпорядковані населені пункти: - с. Носківці - с. Демків |

## Склад ради
Рада складається з 16 депутатів та голови.

## Керівний склад сільської ради
| ПІБ                       | Основні відомості                                                 | Дата обрання | Дата звільнення |
| ------------------------- | ----------------------------------------------------------------- | ------------ | --------------- |
| Лавров Анатолій Дмитрович | Сільський голова, 1969 року народження, освіта, безпартійний      | 26.03.2006   | 31.10.2010      |
| Лавров Анатолій Дмитрович | Сільський голова, 1969 року народження, освіта вища, безпартійний | 31.10.2010   |                 |

Примітка: таблиця складена за даними джерела